# Alexis Hernández
Pas d'image ? Cliquez ici
Alexis Hernández, né le 20 décembre 1984, est un pilote péruvien de rallye-raid, en quad.

## Palmarès

### Résultats au Rallye Dakar
| Année | Categorie | Marque             | Position | Victoires d'etapes |
| ----- | --------- | ------------------ | -------- | ------------------ |
| 2013  | quad      |                    | abd.     |                    |
| 2014  | quad      |                    | 14e      |                    |
| 2016  | quad      |                    | 8e       | 2                  |
| 2018  | quad      | Yamaha Raptor 700R |          |                    |

### Résultats en rallye
- 3e du Atacama Rally en 2017
- 2e du Qatar Sealine Cross Country Rally en 2017